# Відрадне (Ялтинський район)
Відра́дне (раніше — Магара́ч; крим. Mağaraç) — селище в Україні, у складі Ялтинського району Автономної Республіки Крим.

## Загальні відомості
Селище підпорядковується Масандрівській селищній раді, розташоване на південний захід від Нікітського ботанічного саду, на півночі і заході межує з автомагістраллю М18E105 Ялта — Сімферополь і з смт Масандра. До залізничного вокзалу в Сімферополі — 79 км. Має транспортне сполучення з Ялтою (маршрутне таксі).
Населення 600 осіб, із яких переважна більшість українці й росіяни.

## Історія
Магарач — старовинне грецьке село, перша документальна згадка якого зустрічається в «Джизйє дефтера Ліва-і Кефе» (Османських податкових відомостях) 1652 року, згідно з якими, в «селищі Скіті разом з Магарач», Мангупського кадилика Кефінського еялету Османської імперії було кілька десятків імен та прізвищ платників податків-християн — більше, ніж у будь-якому іншому з перелічених у відомості поселень.
У 1778 році християнське населення селища було депортовано російськими військами у Надазов'я.
Селище почало розвиватися після утворення 1828 року дослідно-виробничої бази з виноградарства та будівництва 1851 року винзаводу. На території селища, в парковій зоні, розташований пансіонат «Прибережний» (з 2000 року — парк—пам'ятка садово-паркового мистецтва).
13 червня 2011 року у смт Відрадне було освячено Перший храм Української греко-католицької церкви на Кримському півострові. 22 липня 2012 року Блаженніший Патріарх Святослав, Предстоятель УГКЦ, особисто передав до храму на постійне перебування для публічного почитання мощі священномученика Климента папи Римського.
У березні 2014 року незаконно анексоване Російською Федерацією.

## Таємна садиба Януковича
У курортному селищі Відрадне на ділянці колишньої дружини екс-президента України Віктора Януковича Людмили Янукович знаходиться триповерхова вілла площею 2345 м², котеджі для відпочинку на березі моря, будиночки для обслуги, спа-центр, басейн, тенісний корт, альтанки, господарські приміщення тощо. Вілла знаходиться на колишній території кримського науково-дослідного інституту виноградарства і виноробства «Магарач». У 2003 році тоді ще прем'єр Віктор Янукович отримав цю землю, відібравши її у інституту, а у 2004 році там побудували віллу.
У 2015 році ринкова вартість цієї садиби з ділянкою, пляжем і спорудами оцінювалася у 25 мільйонів доларів. За інформацією розслідувачів, всі підходи до особняка перекриті залізними воротами.